# Glen Gray

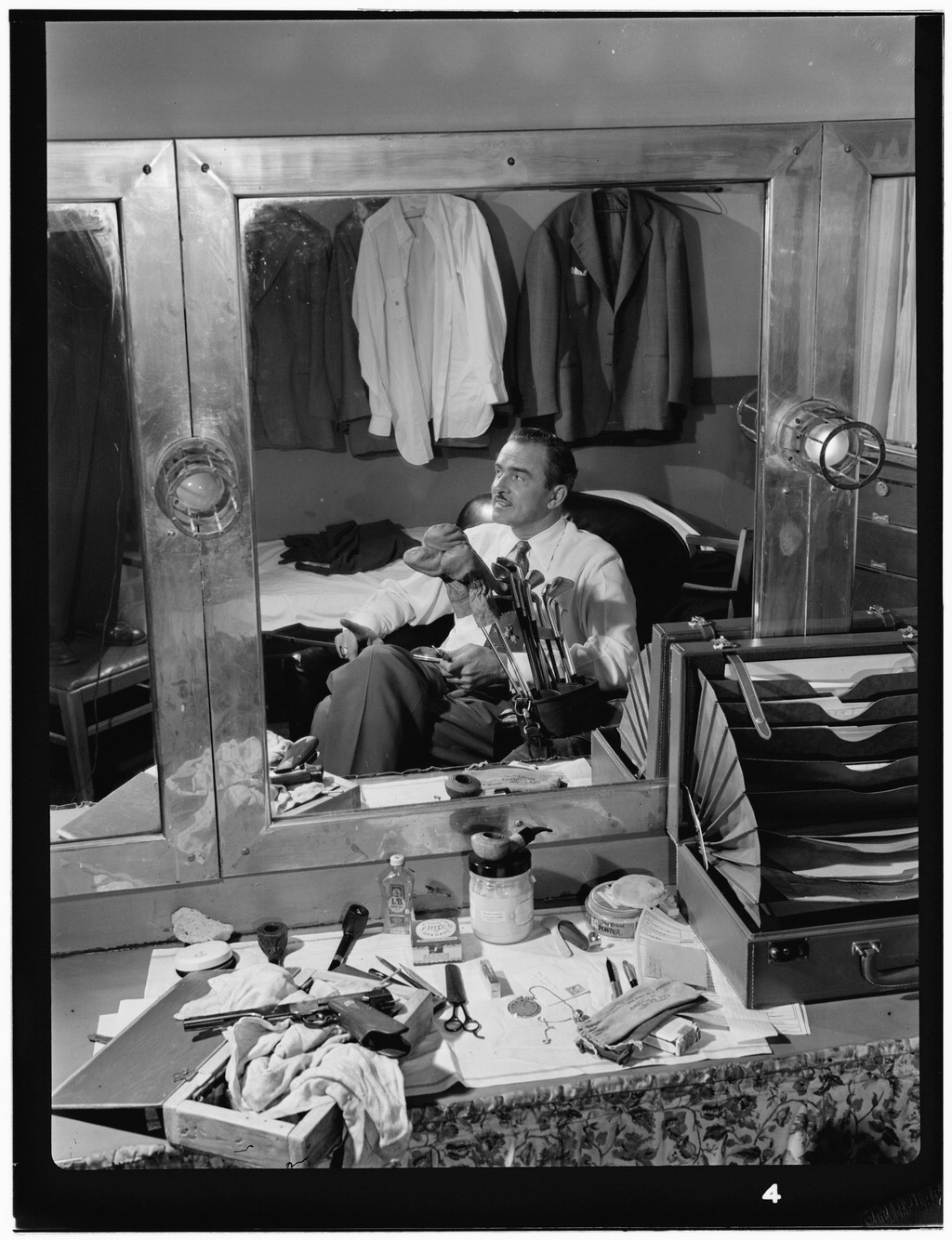
Glen Gray, Paramount Theater, New York City, ca. Juli 1946. Foto: William P. Gottlieb

Glen „Spike“ Gray (* 7. Juni 1906 in Metamora, Illinois; † 23. August 1963 in Plymouth (Massachusetts)) war ein US-amerikanischer Jazz-Saxophonist (Alt) und spätere Leiter des Casa Loma Orchestra.

## Leben
Gray verlor früh seinen Vater, einen Eisenbahnarbeiter. Gray leitete schon als Jugendlicher eigene Bands, besuchte kurz die Illinois Wesleyan University und arbeitete danach bei der Santa-Fe-Eisenbahngesellschaft. 1928 spielte er Saxophon in der Orange Blossoms Band, die ein halbes Jahr in Toronto im Casa Loma Hotel auftrat, nachdem sie sich bei ihrer Neugründung 1929 in New York (als Co-op Band, das heißt alle Bandmitglieder waren beteiligt) nannte. Im selben Jahr machten sie Aufnahmen für Okeh. Sie hatten vor allem bei Studenten an der Ostküste Anfang der 1930er Jahre großen Erfolg und waren beim weißen Publikum einer der Wegbereiter des Swing. Ihr Band-Thema war „Smoke Rings“. Gray übernahm 1935 die Leitung der Band, die seinen Namen als Zusatz erhielt. Bis 1942 nahmen sie für Decca auf, danach bis 1946 für Mercury.
Zwischen 1942 und 1944 hatte Gray vier Top-Ten-Hits auf dem Decca-Label: 1942 One Dozen Roses, das Platz 8 erreichte, 1943 Don't Get Around Much Anymore, das auf Platz 7 kam. Seinen größten Erfolg hatte er im Winter 1943 auf 1944 mit dem Titel My Heart Tells Me, das die Spitzenposition der US-Singlecharts belegte und sich 20 Wochen in den Top 10 halten konnte. Im Januar 1944 konnte sich My Shining Hour, die B-Seite von My Heart Tells Me, ebenfalls in den Charts platzieren, sie kam auf Platz 4. Nach diesem großen Erfolg und seinem Wechsel der Plattenfirma gelang es Gray nicht mehr, einen weiteren Hit zu landen.
Um 1950 löste er die Band auf. Gray machte in den 1950er Jahren noch einige damals erfolgreiche Aufnahmen bei Capitol mit alten Hits der Big-Band-Ära. 1963 starb er in seinem Haus an Krebs.